# Sabina Guzzanti
Sabina Guzzanti (Roma, 25 de julho de 1963) é uma atriz e humorista italiana, famosa por sua imitação do primeiro-ministro italiano Silvio Berlusconi.